# 레알몬테

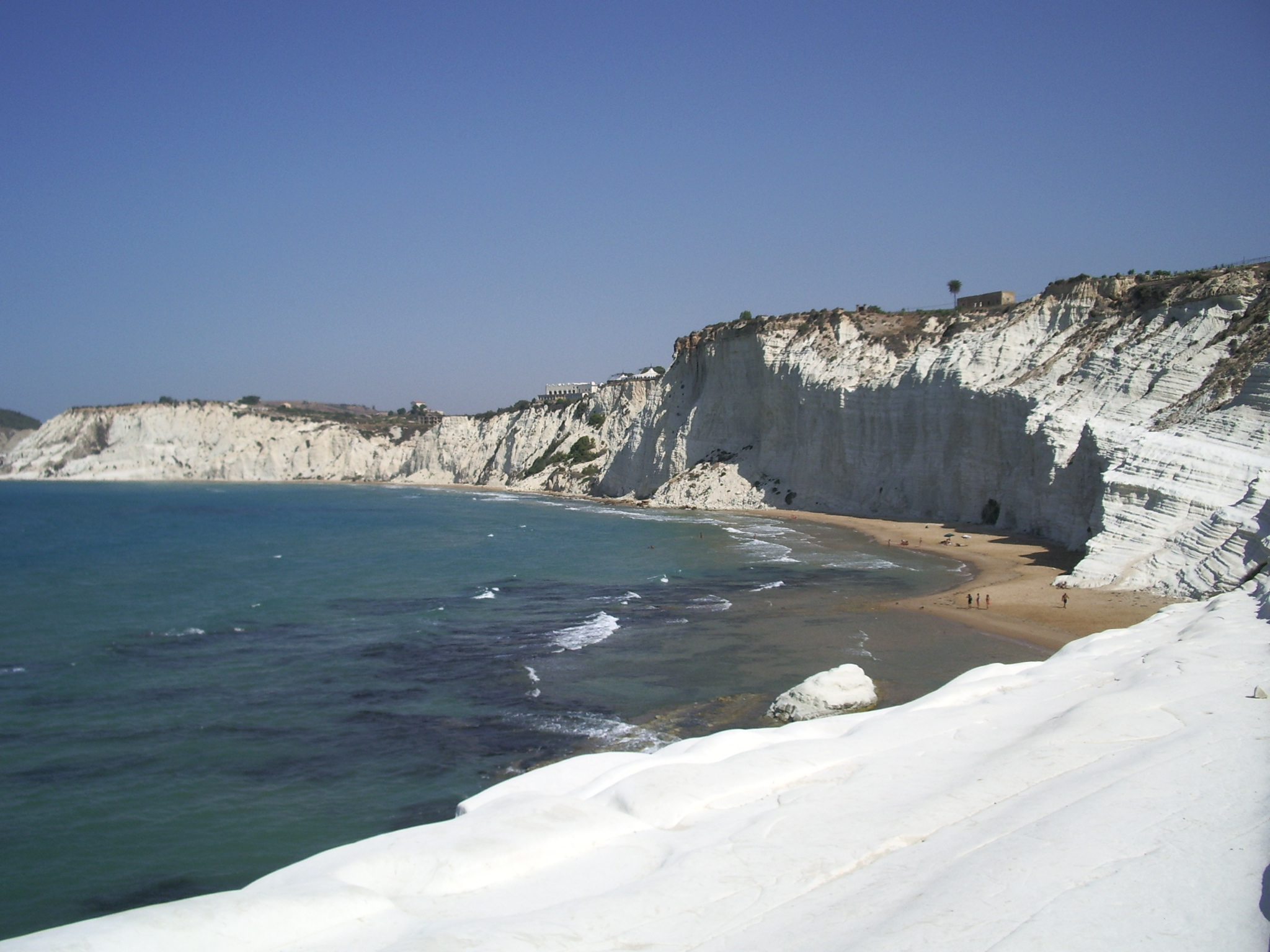

레알몬테(Realmonte)는 이탈리아의 자치주 시칠리아 아그리젠토도의 코무네이다. 팔레르모에서 남쪽으로 약 90킬로미터, 아그리젠토에서 서쪽으로 약 10킬로미터 지점에 위치해 있다.
아그리젠토 등의 지방자치체와 경계를 두고 있다.

## 자매 도시
- 러시아 페름